# Longueville (Calvados)
Pour les articles homonymes, voir Longueville.
Longueville est une commune française, située dans le département du Calvados en région Normandie, peuplée de 286 habitants.

## Géographie
| - OpenStreetMap Limite communale. |

| Deux-Jumeaux | Deux-Jumeaux, Asnières-en-Bessin | Asnières-en-Bessin |
| Canchy       | Longueville                      | Écrammeville       |
| Colombières  | Colombières, Écrammeville        | Écrammeville       |

### Hydrographie
La commune est située dans le bassin Seine-Normandie. Elle est drainée par l'Aure, l'Esque et le ruisseau de l'Moulin de Lorqueville,,.
L'Aure, d'une longueur de 82 km, prend sa source dans la commune de Caumont-sur-Aure et se jette  dans la Vire en limite d'Osmanville, Isigny-sur-Mer et Carentan-les-Marais, après avoir traversé 26 communes. 
L'Esque, d'une longueur de 21 km, prend sa source dans la commune de Cerisy-la-Forêt et se jette  dans l'Aure à Colombières, après avoir traversé douze communes. 

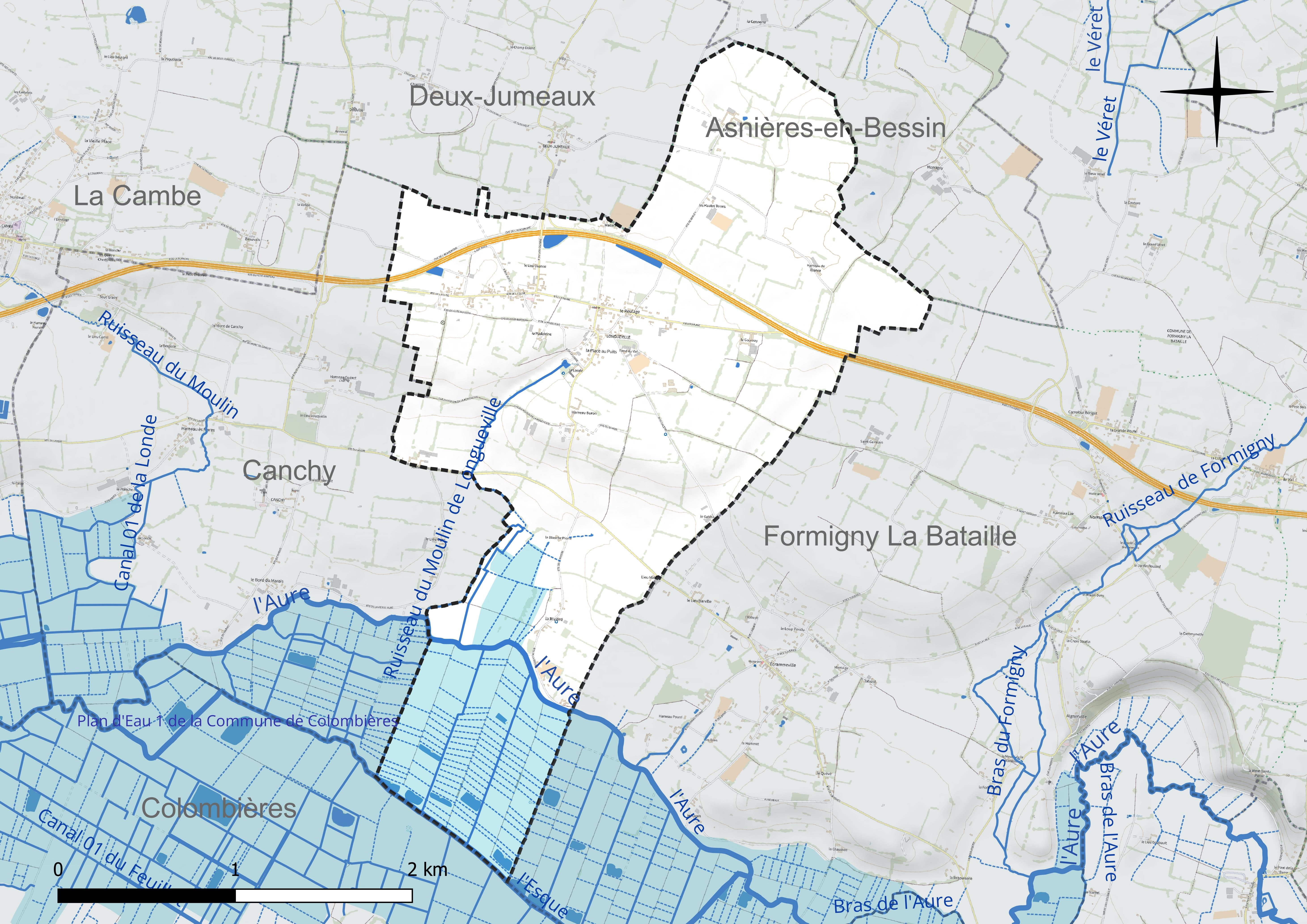
Réseau hydrographique de Longueville.

### Climat
Pour des articles plus généraux, voir Climat de la Normandie et Climat du Calvados.
En 2010, le climat de la commune est de type climat océanique franc, selon une étude du CNRS s'appuyant sur une série de données couvrant la période 1971-2000. En 2020, Météo-France publie une typologie des climats de la France métropolitaine dans laquelle la commune est exposée à un climat océanique et est dans la région climatique  Normandie (Cotentin, Orne), caractérisée par une pluviométrie relativement élevée (850 mm/a) et un été frais (15,5 °C) et venté. Parallèlement le GIEC normand, un groupe régional d'experts sur le climat, différencie quant à lui, dans une étude de 2020, trois grands types de climats pour la région Normandie, nuancés à une échelle plus fine par les facteurs géographiques locaux. La commune est, selon ce zonage, exposée à un « climat maritime », correspondant au Cotentin et à l'ouest du département de la Manche, frais, humide et pluvieux, où les contrastes pluviométrique et thermique sont parfois très prononcés en quelques kilomètres quand le relief est marqué.
Pour la période 1971-2000, la température annuelle moyenne est de 11 °C, avec une amplitude thermique annuelle de 11 °C. Le cumul annuel moyen de précipitations est de 844 mm, avec 13,4 jours de précipitations en janvier et 7,8 jours en juillet. Pour la période 1991-2020, la température moyenne annuelle observée sur la station météorologique la plus proche, située sur la commune de Balleroy-sur-Drôme à 20 km à vol d'oiseau, est de 11,2 °C et le cumul annuel moyen de précipitations est de 924,3 mm,. Pour l'avenir, les paramètres climatiques de la commune estimés pour 2050 selon différents scénarios d'émission de gaz à effet de serre sont consultables sur un site dédié publié par Météo-France en novembre 2022.

## Urbanisme

### Typologie
Au 1er janvier 2024, Longueville est catégorisée commune rurale à habitat dispersé, selon la nouvelle grille communale de densité à 7 niveaux définie par l'Insee en 2022.
Elle est située hors unité urbaine et hors attraction des villes,.

### Occupation des sols

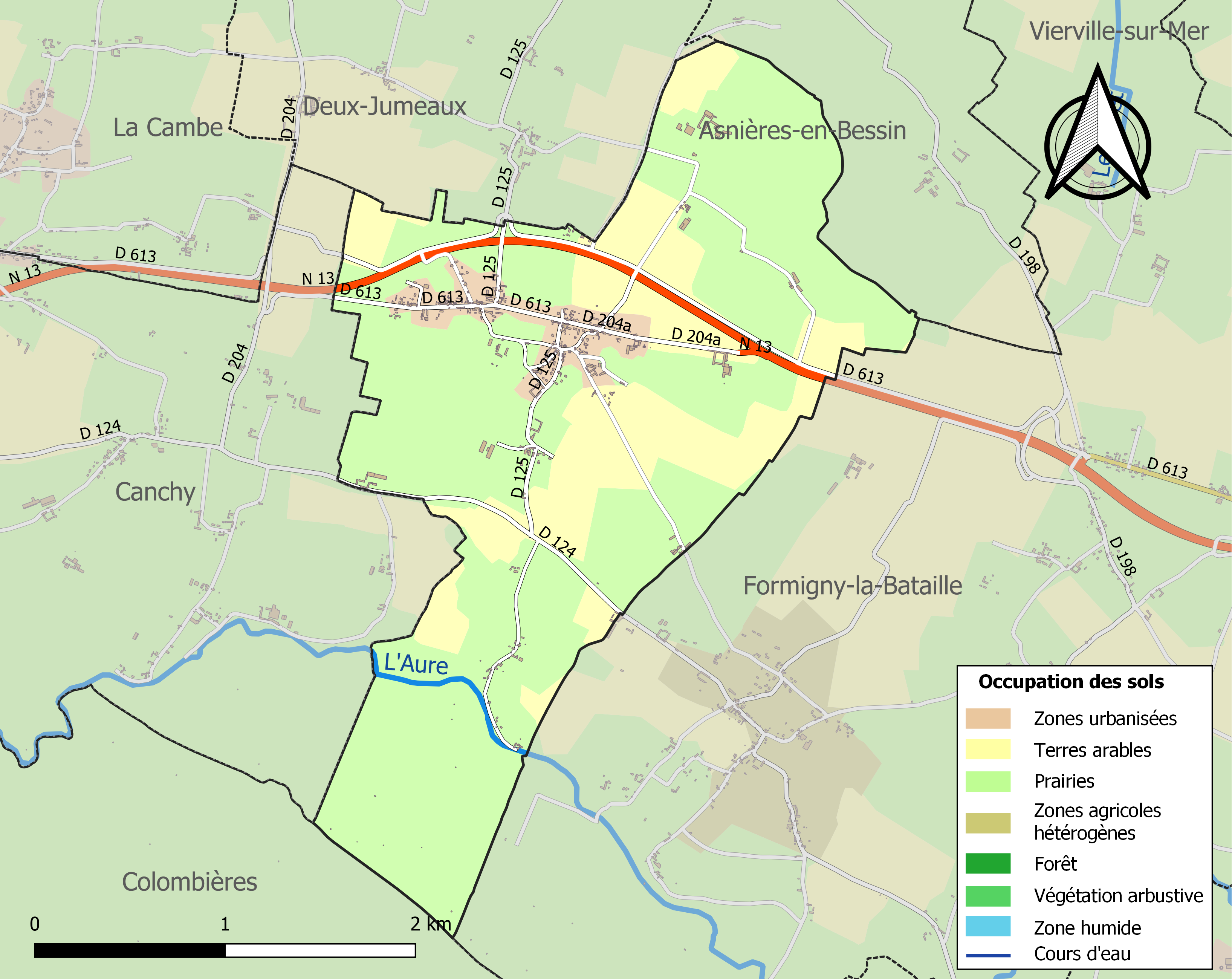
Carte des infrastructures et de l'occupation des sols de la commune en 2018 (CLC).

L'occupation des sols de la commune, telle qu'elle ressort de la base de données européenne d'occupation biophysique des sols Corine Land Cover (CLC), est marquée par l'importance des territoires agricoles (94,8 % en 2018), une proportion identique à celle de 1990 (94,8 %).
La répartition détaillée en 2018 est la suivante : prairies (70,8 %), terres arables (24 %), zones urbanisées (5,2 %).
L'évolution de l'occupation des sols de la commune et de ses infrastructures peut être observée sur les différentes représentations cartographiques du territoire : la carte de Cassini (XVIIIe siècle), la carte d'état-major (1820-1866) et les cartes ou photos aériennes de l'IGN pour la période actuelle (1950 à aujourd'hui).

## Toponymie
Le nom de la localité est attesté sous la forme Longavilla en 1008.
Le toponyme est issu de l'oïl, adjectif longue et ville (« village »).
Le gentilé est Longuevillais.

## Histoire

### Moyen Âge
Situé le long de la côte, dans la zone de peuplement dispersé des colons Vikings, le groupement de maisons, fermes et villas formant Longueville apparait entre 936 et 1008. Le 14 avril 1450 (veille de la bataille de Formigny), 3 000 Anglais, conduits par Sir Thomas Kyriell, campèrent sur le plateau de Longueville.

### Les impacts de la révolution industrielle
Le village qui s'organise principalement le long de la route de Cherbourg à Caen passant par Isigny et Bayeux (ancienne route nationale 13). Elle comprend deux « noyaux » urbain : l'un autour de l'église, l'autre autour du relais de poste. On comptait à la fin début[pas clair] du XIXe siècle une boucherie, un menuisier charpentier, un bourrelier et trois épiceries. Un hameau (les Madats ou Madais selon les époques) situé au Nord de la commune sur la route de Deux-Jumeaux regroupe plusieurs fermes.
Sous les halles près du relais de poste, toutes les semaines, avait lieu un marché où les fermiers locaux vendaient leurs produits et notamment le beurre. Cette activité est prédominante pour la commune, mais entre 1900 et la fin des années 1920, la situation des producteurs de lait se dégrade lentement provoquant des départs de population de la commune et une crise locale.
De nombreuses commissions syndicales se créent et le 15 avril 1931, la laiterie coopérative d'Isigny des producteurs de beurre et de crème voit le jour.
Il reste à créer une marque : l'idée d'une trayeuse revenant des herbages sur son âne avec ses cannes de cuivre est adoptée : il s'agit d'une célébrité locale de Longueville, Mme Marthe Babeur qui devient l'égérie de la laiterie coopérative.
À la veille de la Seconde Guerre mondiale, forte de 130 coopérateurs, la laiterie traite 20 000 litres de lait par jour et le transforme en beurre, fromages frais et camemberts.

### Été 1944
Situé à 7km à l'intérieur de terre du secteur de débarquement d'Omaha Beach, la commune de Longueville a toutefois été touchée par les bombardements qui se sont concentrés sur le littoral. Seul le clocher de l'église a été visé et détruit par la Marine américaine afin d'éviter toute position d'observation ennemie.

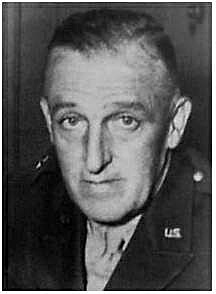
Le général Cota prend position à Longueville.

Le 115e régiment de la 29e D.I US après les terribles combats du 6 juin qu'il a mené sur « Omaha-La-Sanglante », a atteint Saint-Laurent-sur-Mer le 7 juin ; puis il avance directement sur Longueville, libérée par les Américains le 8 juin 1944 (une reconstitution avait été organisée à l'occasion du 60e anniversaire de l'évènement). C'est notamment le lieutenant colonel William E. Warfield qui mène l'assaut, chassant les allemands du village et sécurisant la zone ; il décédera deux jours plus tard durant les combats de Trévières.
Le général Norman Cota vient ensuite en personne avec sa Jeep prendre position à Longueville, en parallèle, des combats sont menés dans tous le secteur et un front est établi au sud de la commune le long de la rivière Aure et des marais face aux grenadiers allemands de la 914e et de la 352e division d'infanterie de la Wehrmacht ; le but étant de sécuriser la RN13 reliant Isigny à Bayeux.
Durant tout l'été 1944, une forte concentration américaine était présente à Longueville et les alentours, notamment par la présence du Port artificiel et l'aérodrome temporaire déployé par l'US Air Force à Formigny ; une antenne médicale américaine sera positionnée sur la commune au mois de juin 1944.

## Politique et administration
| Période                                  | Période      | Identité      | Étiquette | Qualité                 |
| ---------------------------------------- | ------------ | ------------- | --------- | ----------------------- |
| avant 1995                               | 1995         | Alain Navet   |           |                         |
| juin 1995                                | juillet 2020 | Benoît Chatel | SE        | Agriculteur             |
| juillet 2020                             | En cours     | Daniel Joret  | SE        | Retraité de l'artisanat |
| Les données manquantes sont à compléter. |              |               |           |                         |

Le conseil municipal est composé de onze membres dont le maire et deux adjoints.

## Démographie
L'évolution du nombre d'habitants est connue à travers les recensements de la population effectués dans la commune depuis 1793. Pour les communes de moins de 10 000 habitants, une enquête de recensement portant sur toute la population est réalisée tous les cinq ans, les populations de référence des années intermédiaires étant quant à elles estimées par interpolation ou extrapolation. Pour la commune, le premier recensement exhaustif entrant dans le cadre du nouveau dispositif a été réalisé en 2007.
En 2022, la commune comptait 286 habitants, en évolution de −1,72 % par rapport à 2016 (Calvados : +1,58 %, France hors Mayotte : +2,11 %).
Au premier recensement républicain, en 1793, Longueville comptait 650 habitants, population jamais atteinte depuis.
| 1793 | 1800 | 1806 | 1821 | 1831 | 1836 | 1841 | 1846 | 1851 |
| ---- | ---- | ---- | ---- | ---- | ---- | ---- | ---- | ---- |
| 650  | 513  | 600  | 547  | 622  | 603  | 603  | 615  | 579  |

| 1856 | 1861 | 1866 | 1872 | 1876 | 1881 | 1886 | 1891 | 1896 |
| ---- | ---- | ---- | ---- | ---- | ---- | ---- | ---- | ---- |
| 610  | 571  | 621  | 574  | 570  | 568  | 557  | 587  | 525  |

| 1901 | 1906 | 1911 | 1921 | 1926 | 1931 | 1936 | 1946 | 1954 |
| ---- | ---- | ---- | ---- | ---- | ---- | ---- | ---- | ---- |
| 535  | 475  | 430  | 390  | 363  | 359  | 386  | 437  | 431  |

| 1962 | 1968 | 1975 | 1982 | 1990 | 1999 | 2006 | 2007 | 2012 |
| ---- | ---- | ---- | ---- | ---- | ---- | ---- | ---- | ---- |
| 370  | 308  | 272  | 251  | 239  | 237  | 252  | 254  | 310  |

| 2017 | 2022 | - | - | - | - | - | - | - |
| ---- | ---- | - | - | - | - | - | - | - |
| 279  | 286  | - | - | - | - | - | - | - |

## Économie
La commune se situe dans la zone géographique des appellations d'origine protégée (AOP) Beurre d'Isigny et Crème d'Isigny.

## Lieux et monuments

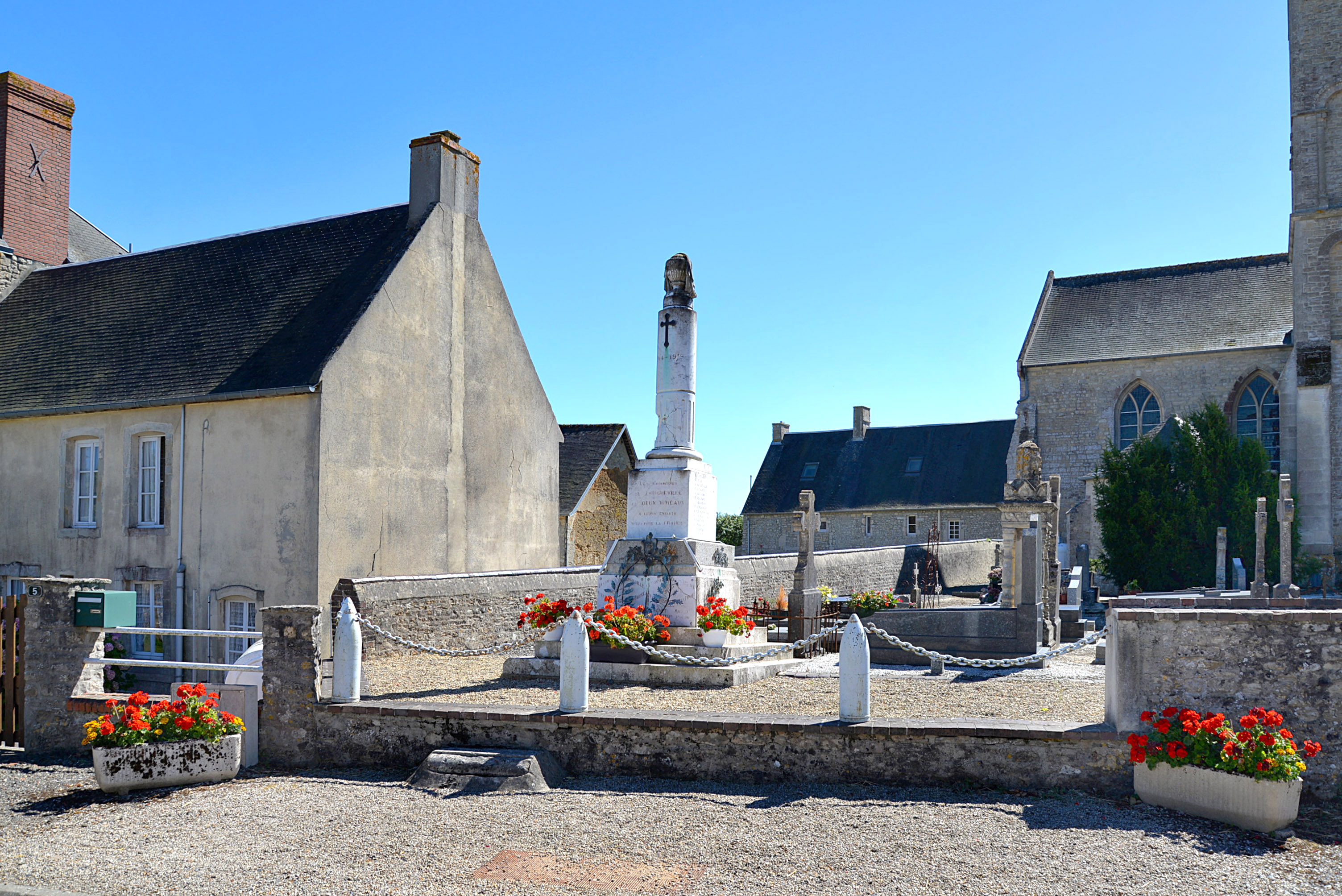
Le monument aux morts.
- Le calvaire.
- L'église Saint-Manvieu a été démolie par plusieurs obus tiré par un destroyer durant la Seconde Guerre mondiale. Ce fut le seul bâtiment touché dans le village avec une autre maison légèrement atteinte. Elle a été reconstruite et inaugurée au début des années 1950.
- Le château de la Magdeleine. La construction fut entreprise en 1776-1777 par M. de Tallevast de la Magdeleine et interrompue pendant la Révolution par le propriétaire. Il ne s'agit pas en fait d'une maison détruite mais bel et bien d'un bâtiment qui n'a pas été achevé.
- Manoir d'Amferville du début du XVIIe siècle. Le manoir  est construit en deux temps. Une première au début XVIIe siècle, puis une seconde au XVIIIe siècle. La date de 1692 est gravée sur une porte en chêne. Le domaine fut probablement la possession de la famille Conseil, famille attestée dès 1226. Il prit le nom d'Amferville à la suite du mariage de Marie-Élizabeth Conseil du Mesnil avec Nicolas Vaultier, seigneur d'Amferville.

La propriété est close par les bâtiments agricoles et un mur d'enceinte relativement bas. L'accès à la cour devait se faire par un porche dont il ne subsiste rien. Le logis seigneurial, de plan rectangulaire, construit en deux parties, est flanqué à l'est d'une tour carrée et d'une tour polygonale à l'arrière. La tour carrée, haute de quatre niveaux arbore une fenêtre à chacun d'eux, alors que la tour polygonale, surmontée d'une girouette, s'éclaire par des petites fenêtres en alignement. Le toit est surmonté par quatre cheminées alignées, et les combles prennent le jour par des lucarnes dont une sculptée. Parmi les bâtiments agricoles disposés autour du logis, à noter la charretterie avec une large porte en anse de panier. Au centre de la cour, on trouve une mare.

L'église Saint-Manvieu
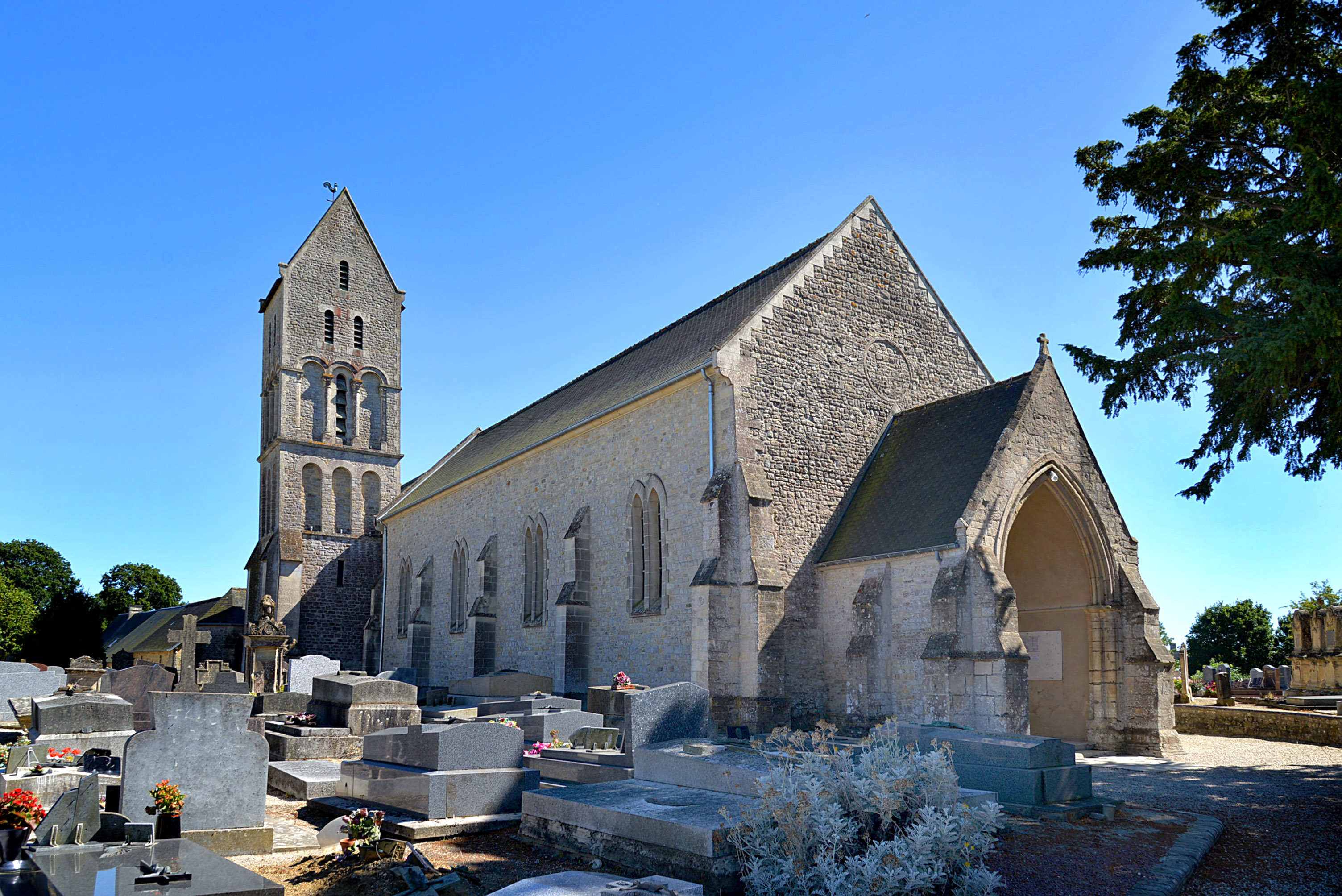
Vue nord-ouest.
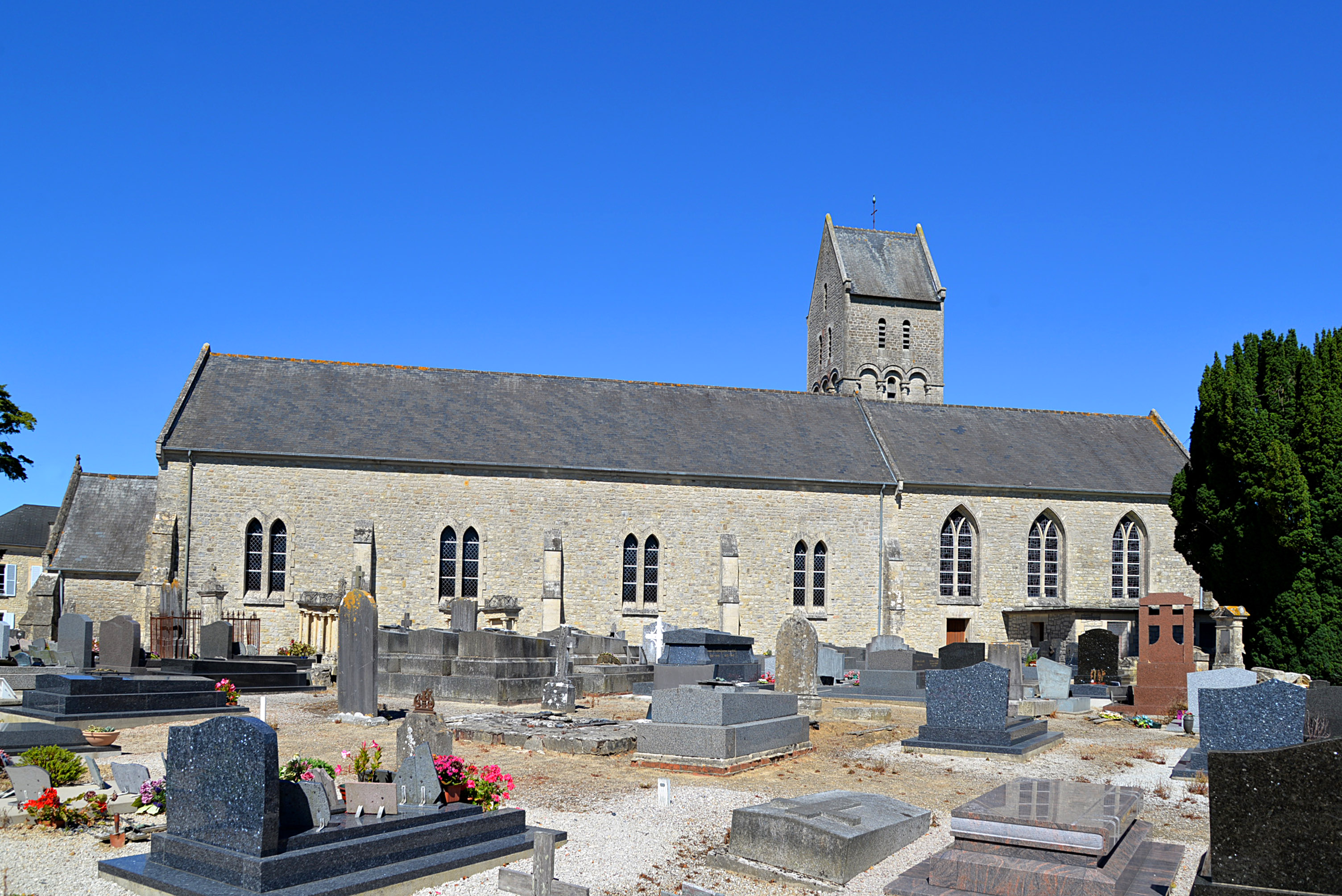
Vue sud.
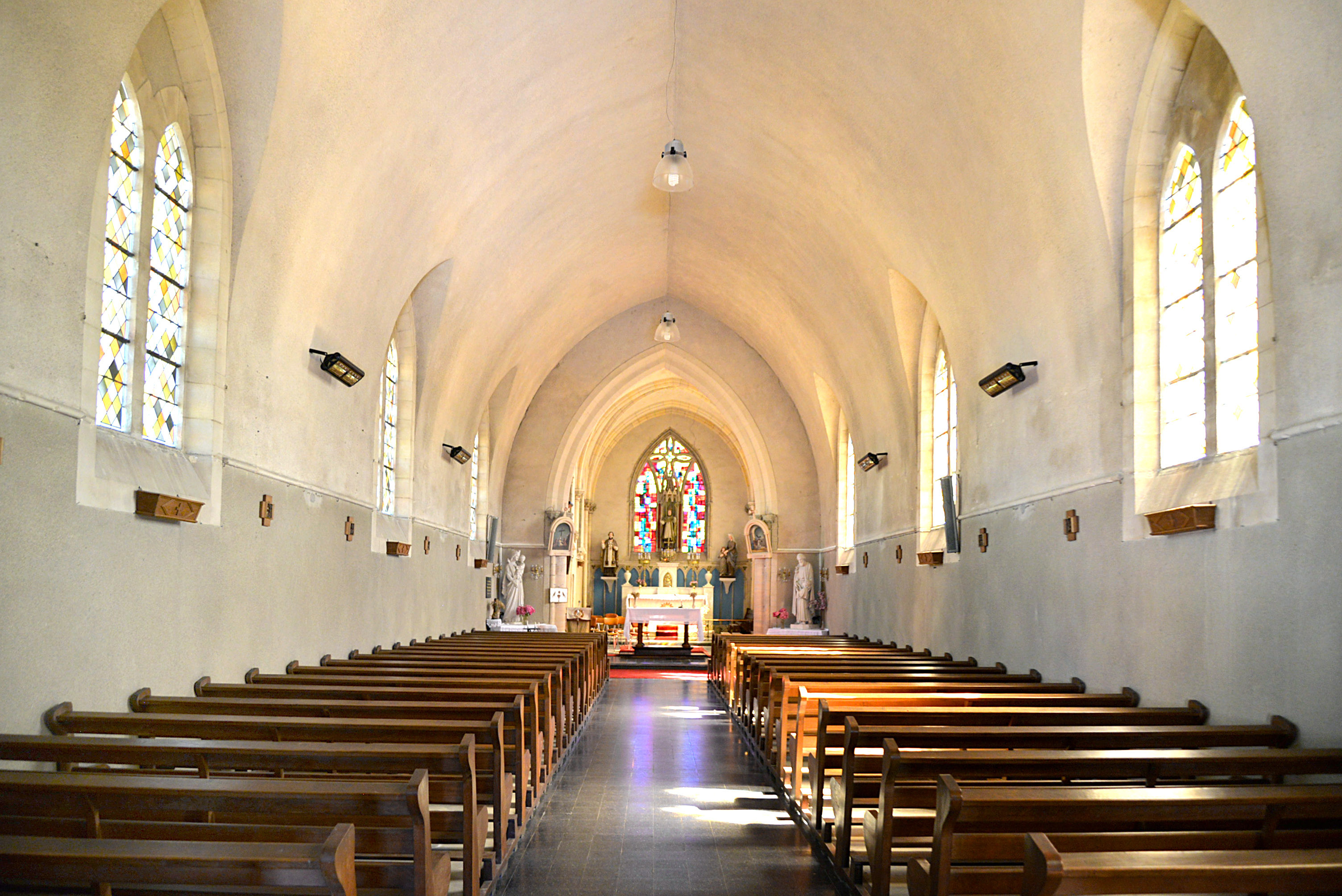
La nef.
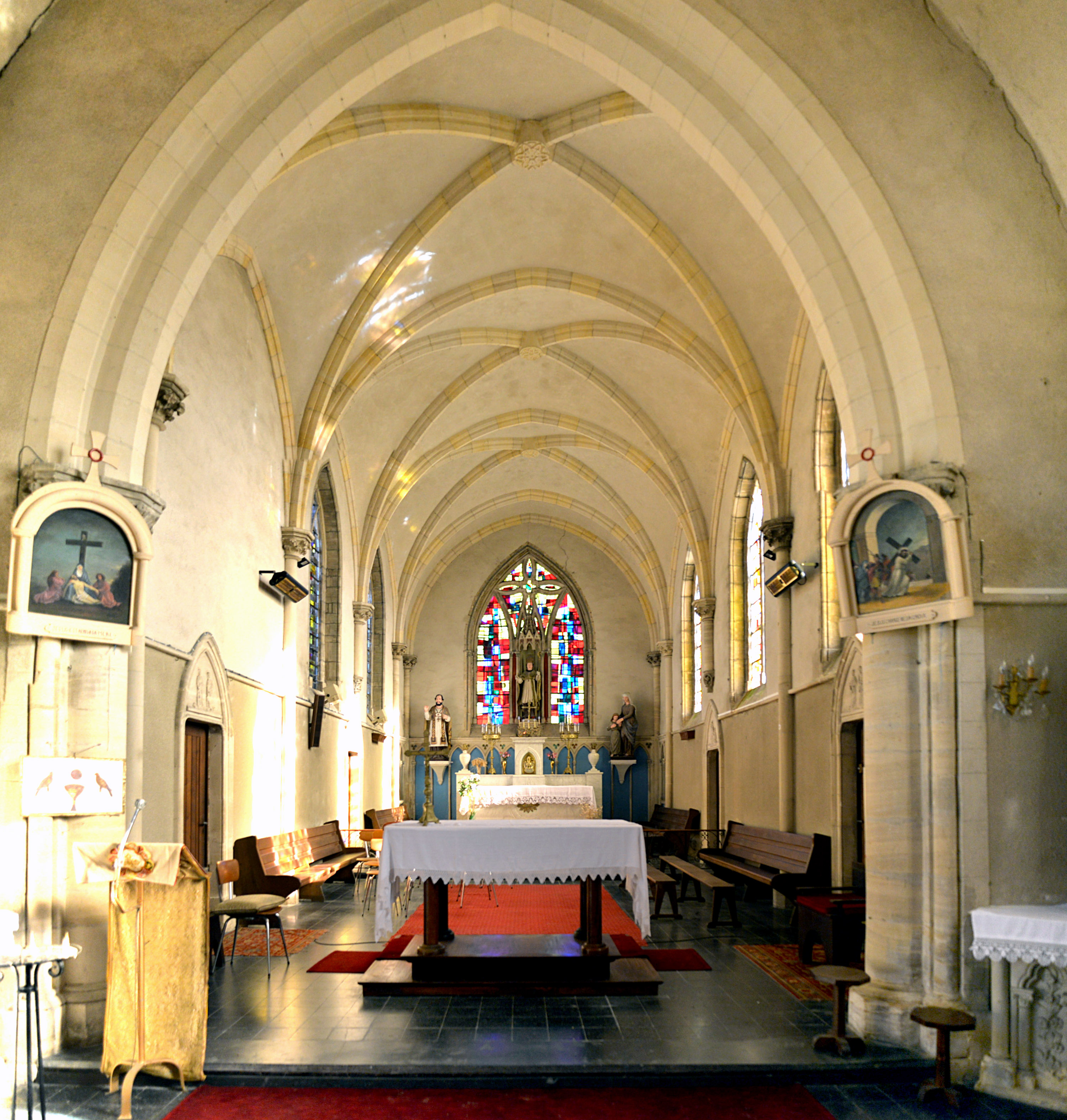
Le chœur.

- Le monument aux morts.

## Activité et manifestations
- La brocante.
- La fête de la musique depuis peu et le méchoui annuel au mois d'août organisé par le Comité des fêtes.

## Personnalités liées à la commune
- Éric Navet, médaillé d'or individuel et par équipe aux Jeux équestres mondiaux 1990 à Stockholm. Il a passé son enfance à Longueville, chez son père Alain Navet, précédent maire de la commune.